# Grande Prémio de Portugal de Motovelocidade de 2007
O Grande Prêmio de Portugal de 2007 foi a décima quarta etapa do mundial de MotoGP de 2007. Aconteceu no fim de semana de 14 a 16 de setembro no Autódromo do Estoril.

## MotoGP
| Pos | Grid | País | Piloto           | Moto     | Voltas | Tempo      |
| --- | ---- | ---- | ---------------- | -------- | ------ | ---------- |
| 1   | 3    |      | Valentino Rossi  | Yamaha   | 28     | 45:49.911s |
| 2   | 5    |      | Dani Pedrosa     | Honda    | 28     | +0.175s    |
| 3   | 2    |      | Casey Stoner     | Ducati   | 28     | +1.477s    |
| 4   | 1    |      | Nicky Hayden     | Honda    | 28     | +12.951s   |
| 5   | 7    |      | Marco Melandri   | Honda    | 28     | +17.343s   |
| 6   | 10   |      | John Hopkins     | Suzuki   | 28     | +18.857s   |
| 7   | 11   |      | Carlos Checa     | Honda    | 28     | +31.524s   |
| 8   | 9    |      | Toni Elias       | Honda    | 28     | +40.535s   |
| 9   | 15   |      | Loris Capirossi  | Ducati   | 28     | +43.107s   |
| 10  | 6    |      | Colin Edwards    | Yamaha   | 28     | +44.674s   |
| 11  | 13   |      | Shinya Nakano    | Honda    | 28     | +45.403s   |
| 12  | 16   |      | Anthony West     | Kawasaki | 28     | +54.562s   |
| 13  | 12   |      | Chris Vermeulen  | Suzuki   | 28     | +1:00.002s |
| 14  | 8    |      | Sylvain Guintoli | Yamaha   | 27     | +1 volta   |
| nc  | 4    |      | Makoto Tamada    | Yamaha   | 23     | acidente   |
| nc  | 14   |      | Alex Barros      | Ducati   | 22     | abandono   |
| nc  | 18   |      | Randy de Puniet  | Kawasaki | 19     | abandono   |
| nc  | 17   |      | Alex Hofmann     | Ducati   | 11     | abandono   |
| nc  | 19   |      | Kurtis Roberts   | KR122V   | 2      | abandono   |

## 250 cc
| Pos | Grid | País | Piloto              | Moto    | Voltas | Tempo      |
| --- | ---- | ---- | ------------------- | ------- | ------ | ---------- |
| 1   |      |      | Alvaro Bautista     | Aprilia | 26     | 43:56.458s |
| 2   |      |      | Andrea Dovizioso    | Honda   | 26     | +4.367s    |
| 3   |      |      | Jorge Lorenzo       | Aprilia | 26     | +6.148s    |
| 4   |      |      | Thomas Luthi        | Aprilia | 26     | +12.685s   |
| 5   |      |      | Hector Barbera      | Aprilia | 26     | +13.411s   |
| 6   |      |      | Alex de Angelis     | Aprilia | 26     | +13.440s   |
| 7   |      |      | Marco Simoncelli    | Gilera  | 26     | +30.322s   |
| 8   |      |      | Julian Simon        | Honda   | 26     | +30.634s   |
| 9   |      |      | Fabrizio Lai        | Aprilia | 26     | +1:12.253s |
| 10  |      |      | Karel Abraham       | Aprilia | 26     | +1:12.319s |
| 11  |      |      | Dirk Heidolf        | Aprilia | 26     | +1:14.060s |
| 12  |      |      | Aleix Espargaro     | Aprilia | 26     | +1:14.159s |
| 13  |      |      | Jules Cluzel        | Aprilia | 26     | +1:14.575s |
| 14  |      |      | Eugene Laverty      | Honda   | 26     | +1:30.978s |
| 15  |      |      | Imre Toth           | Aprilia | 25     | +1 volta   |
| 16  |      |      | Alvaro Molina       | Aprilia | 25     | +1 volta   |
| 17  |      |      | Ho Wan Chow         | Aprilia | 24     | +2 voltas  |
| nc  |      |      | Efren Vazquez       | Aprilia | 23     | acidente   |
| nc  |      |      | Ratthapark Wilairot | Honda   | 23     | acidente   |
| nc  |      |      | Hiroshi Aoyama      | KTM     | 22     | abandono   |
| nc  |      |      | Shuhei Aoyama       | Honda   | 18     | abandono   |
| nc  |      |      | Dan Linfoot         | Aprilia | 18     | abandono   |
| nc  |      |      | Alex Baldolini      | Aprilia | 7      | abandono   |
| nc  |      |      | Mika Kallio         | KTM     | 4      | abandono   |
| nc  |      |      | Yuki Takahashi      | Honda   | 2      | acidente   |
| nc  |      |      | Roberto Locatelli   | Gilera  | 1      | acidente   |

## 125 cc
| Pos | Grid | País | Piloto              | Moto    | Voltas | Tempo      |
| --- | ---- | ---- | ------------------- | ------- | ------ | ---------- |
| 1   |      |      | Hector Faubel       | Aprilia | 23     | 40:46.337s |
| 2   |      |      | Gabor Talmacsi      | Aprilia | 23     | +0.132s    |
| 3   |      |      | Pol Espargaro       | Aprilia | 23     | +0.235s    |
| 4   |      |      | Simone Corsi        | Aprilia | 23     | +1.001s    |
| 5   |      |      | Joan Olive          | Aprilia | 23     | +1.188s    |
| 6   |      |      | Stefan Bradl        | Aprilia | 23     | +7.579     |
| 7   |      |      | Tomoyoshi Koyama    | KTM     | 23     | +8.297s    |
| 8   |      |      | Mattia Pasini       | Aprilia | 23     | +8.957s    |
| 9   |      |      | Raffaele de Rosa    | Aprilia | 23     | +8.984s    |
| 10  |      |      | Randy Krummenacher  | KTM     | 23     | +14.052s   |
| 11  |      |      | Esteve Rabat        | Honda   | 23     | +14.123s   |
| 12  |      |      | Bradley Smith       | Honda   | 23     | +18.145s   |
| 13  |      |      | Lukas Pesek         | Derbi   | 23     | +21.118s   |
| 14  |      |      | Alexis Masbou       | Honda   | 23     | +31.521s   |
| 15  |      |      | Stefano Bianco      | Aprilia | 23     | +31.612s   |
| 16  |      |      | Mike Di Meglio      | Honda   | 23     | +31.648s   |
| 17  |      |      | Lorenzo Zanetti     | Aprilia | 23     | +31.945s   |
| 18  |      |      | Andrea Iannone      | Aprilia | 23     | +31.986s   |
| 19  |      |      | Federico Sandi      | Aprilia | 23     | +44.317s   |
| 20  |      |      | Danny Webb          | Honda   | 23     | +1:01.566s |
| 21  |      |      | Simone Grotzkyj     | Aprilia | 23     | +1:03.909s |
| 22  |      |      | Roberto Tamburini   | Aprilia | 23     | +1:04.002  |
| 23  |      |      | Roberto Muresan     | Derbi   | 23     | +1:06.216s |
| 24  |      |      | Louis Rossi         | Honda   | 23     | +1:09.350s |
| nc  |      |      | Dino Lombardi       | Honda   | 18     | abandono   |
| nc  |      |      | Pere Tutusaus       | Aprilia | 15     | acidente   |
| nc  |      |      | Segio Gadea         | Aprilia | 12     | abandono   |
| nc  |      |      | Sandro Cortese      | Aprilia | 9      | acidente   |
| nc  |      |      | Michael Ranseder    | Derbi   | 9      | acidente   |
| nc  |      |      | Steve Bonsey        | KTM     | 8      | abandono   |
| nc  |      |      | Nicolas Terol       | Derbi   | 7      | abandono   |
| nc  |      |      | Pablo Nieto         | Aprilia | 5      | abandono   |
| nc  |      |      | Dominique Aergerter | Aprilia | 4      | abandono   |